# Baronia taratana
Baronia taratana är en sumakväxtart som beskrevs av John Gilbert Baker. Baronia taratana ingår i släktet Baronia och familjen sumakväxter. Inga underarter finns listade i Catalogue of Life.